# ワンセグ受信アダプタ DSテレビ
ワンセグ受信アダプタ DSテレビ（ワンセグじゅしんアダプタ ディーエステレビ）は、任天堂が2007年11月20日に発売したニンテンドーDS用ワンセグ受信チューナーである。ニンテンドーDSシリーズ本体（ニンテンドーDS・ニンテンドーDS Lite・ニンテンドーDSi・ニンテンドーDSi LL・ニンテンドー3DS・ニンテンドー3DS LL）で使用可能。価格は6,476円（税抜）。

## 概要
2006年2月15日に開催された「ニンテンドーDS Conference! 2006.春」で「DS地上波デジタル放送受信カード」という名称で発表された。
当初は2006年秋に発売予定と発表さまていたが、発売延期となった。その後しばらく公式発表がなかったが、2007年6月28日に開かれた株主総会終了後の株主向け自社製品体験会で、年内をめどに発売すると発表。同年10月25日に公式サイト上で、デザイン・発売日・価格・機能等が正式に発表された。開発の遅れは「受信状況のテストが長引いたため」とされている。
アンテナ本体の端子部を保護する「DSテレビ専用カバー」と受信状況が悪い時に使用する「専用外部アンテナ」が付属する。

### 販売
当初は公式サイトのみでの販売で、2007年11月8日午後に発売日予約が開始された。開始と同時に公式販売サイトにアクセスが殺到し、サーバーになかなか接続できない状態になった。公式販売サイトに接続できた場合でも、購入ページからの送信に応答しない事態も発生した。9日以降もアクセス障害が続き、10日には予約数が規定数に達し、わずか3日間で予約打ち切りとなった。その後も度々予約販売が行われていたが、2008年1月までの約3ヶ月間はその日のうちに予定数量に達し終了する、という状態が繰り返し続いた。その後は、状況がかなり緩和された。
その後、公式サイトの他、Amazon、ビックカメラ、ゲオ、古本市場、トイザらス、ジョーシン、ヨドバシカメラ、イトーヨーカドー、ソフマップ、TSUTAYA、セブンドリーム・ドットコム、楽天ブックス、WonderGOOの各通販サイトでも取り扱われている。
2008年7月からは店頭販売が開始された。
2016年に製造終了。

## デザイン

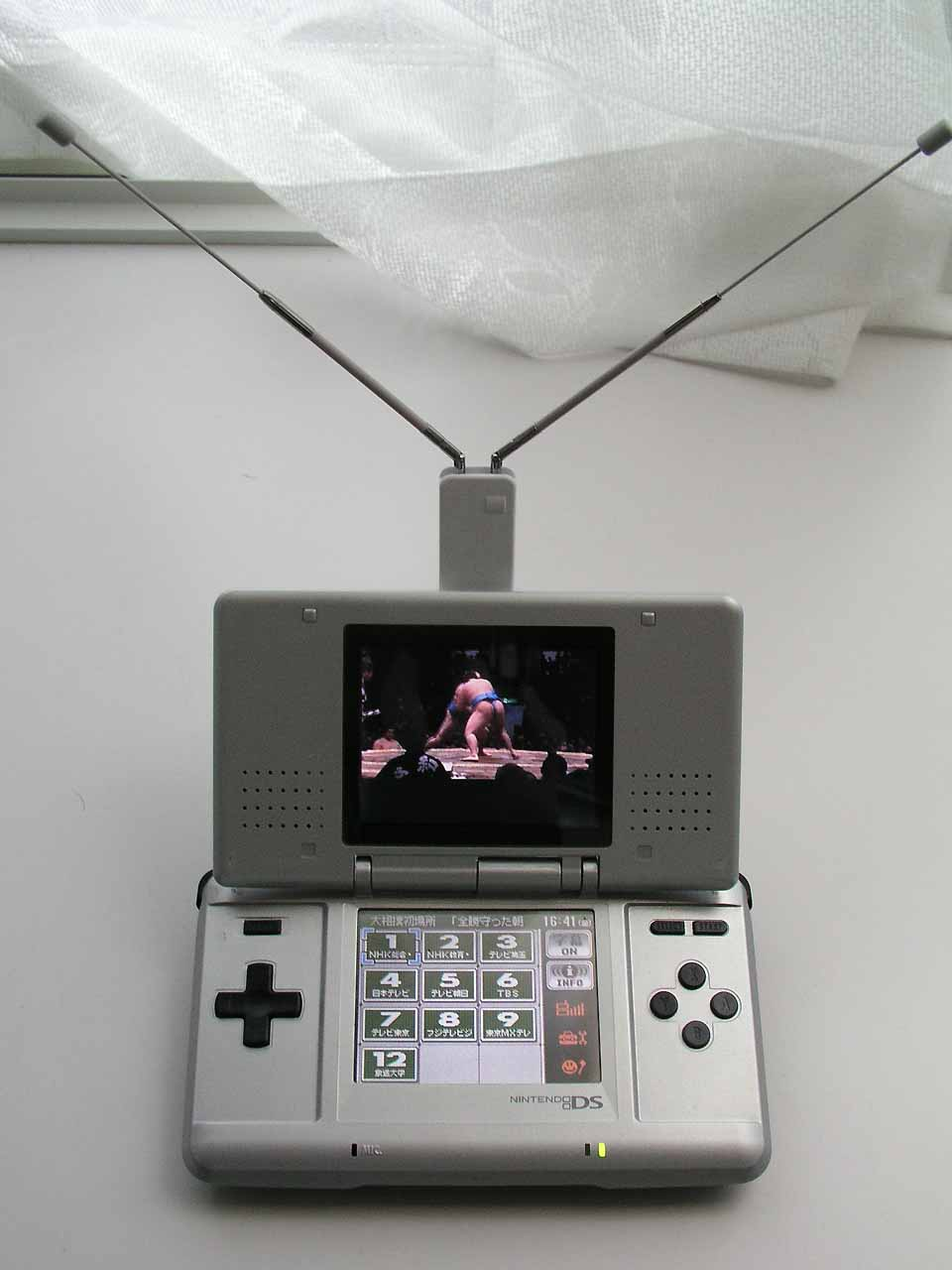
ニンテンドーDSに装着して視聴した状態

DSカードスロットへの接続端子を有する基部と、アンテナ収納部、2本のアンテナから成る。未装着状態で真っ直ぐに展開してアンテナを最大限に伸ばすと、DSカード端子からアンテナ先端までの長さは30cmを越える。そのため、接続時にはその大半がDS背面側に大きくはみ出す。
2006年春に初めて発表された際のモックアップでは、受信アンテナは1本で製品版よりも小型だったが、後方にはみ出すデザインは同様だった。この形状について任天堂の社長（当時）である岩田聡は「TVを見るときは手に持つより台か何かの上に置く。その場合に合理的なフォルム」と語っている。
基部には装着時に底面に沿うように、脚が付いている。そのため、机上などに置くと未装着時と比較して多少傾斜する。
アンテナ収納部は基部を軸に、DS本体の折り畳みとは逆方向に最大270度程度の展開が可能。畳んだ状態ではDSの底面に沿う位置にある。
収納部からは更に2本のアンテナが伸びるようになっており、それぞれ独立して動かせる。これらを最後まで伸ばした後、2本のアンテナをそれぞれ前後に90度の角度に開く「縦V字ポジション」を、受信性能を最大に上げることができる状態として任天堂は推奨している。
その形状や展開方法から、ブック型カバーなどの背面側を覆う周辺機器とは大きく干渉する。
また、底面側に装着するケースやスタンドなどとは、基部の脚が干渉して併用できない場合がある。
なお、Newニンテンドー3DSとNewニンテンドー3DS LLではソフトの差し込み位置が変更になったため公式には使用不可となっている（実際は起動できるが、アンテナを垂直に立てるとアンテナが画面の前に被る）。ニンテンドー2DSとNewニンテンドー2DS LLでも使用不可（スロット部の厚みが異なる為、基部の脚が干渉する。脚を物理的に切除すれば使用可能）。

## 機能

### ワンセグとしての機能
ニンテンドーDSの特徴である2画面を利用して主に上画面にテレビ放送を表示し、下画面を使って様々な操作をする。字幕放送に対応しており、上画面の下部に表示される。テレビ画面の表示方向を切り替えることができ、縦持ち・横持ち両方に対応している。表示画面アスペクト比は16:9と4:3（16:9の映像の左右を切り取った拡大画面）の2種類から選択可能。
なお、最大解像度はワンセグ放送本来の320×240ピクセルに対しDSは256×192ピクセル、また、発色数はワンセグ・DSとも約26万色だがDSテレビの仕様では3万2000色と、画質の面では専用機や携帯電話などに比べやや不利である。また、データ放送・双方向通信・ワンセグ放送の映像や音声の録画には対応していないほか、TOKYO MX・南海放送等が実施するマルチ編成「ワンセグ2サービス」にも非対応でサブ1チャンネルのみ受信。

### エリア放送
地域限定のエリア放送では局名表示には非対応のため、｢新規チャンネル｣と表示される。※番組情報ではチャンネル名表示可能。

### DSテレビ独自の機能

#### enjoyツール集
読むTV
字幕放送で流された字幕を自動的に記録、一覧で見ることができる。最長30分間、このツールを起動しなくても記録され、以降古い字幕から削除されていく。また、定期的に自動で画像も記録され、字幕の間に表示される。
メモ
下画面にテレビ放送の内容などをメモして保存することができる。最大4つまで保存可能。なお、一時的にテレビ放送を静止させることもできる。
TVの旅
過去にワンセグ電波を受信したことがある地域を確認することができる。地域は日本地図で表示される。「旅率」というものがあり、多くの地域でワンセグ電波を受信することで「旅率」が上がる。
ツボTV
疲れた体に効くツボが多数収録されている。協力は日本鍼灸師会。
TVやん
下画面にキャラクター（プレイやんに類似）が表示され、さまざまなコメントや行動が表示される。
G&W（ゲーム&ウオッチ）
ゲーム&ウオッチの復刻版を遊ぶことができる。最初は1つのゲームしかプレイできないが、条件を満たすことでプレイゲームが増えていく。最初から遊べるゲームは、設定した受信地域によって決まる。ゲームを増やす条件は「全国各地でワンセグ電波を受信する」「TVやんを1時間出しておく」など様々。
収録ゲームはファイア・ライオン・オクトパス・フラッグマン・ジャッジ・パラシュートの6つ。

#### その他の機能
電波チェッカー
選択しているチャンネルの電波の受信状態が、メーターで表示される。
省エネモード
チャンネル操作画面のまま、一定時間操作をしないと下画面が消え、消費電力を抑えることができる。
聞くTV
DS本体を閉じるとスリープモードにならずに音声だけが流れるいわゆるバックグラウンド再生される「聞くTVモード」になる。

## 外部アンテナ
自宅などの屋内や車内においてワンセグ放送を受信できなかったり、映像や音声が安定しない場合は、同梱されている「専用外部アンテナ」を、付属する吸盤を取り付けた上で窓際などに設置し、DSテレビの接続端子に接続することで、受信状況が改善する場合がある。接続端子は装着時で右側にあり、旧DSだとプラグが標準タッチペンの着脱に干渉する。
ポータブルテレビ・車載テレビ用として一般的な直径3.5mmのミニプラグ端子が使用され、専用外部アンテナに加えて他の機器用のミニプラグに対応したアンテナ・アンテナケーブルの接続も可能。外部アンテナ使用時は本体アンテナの機能が停止する。